# Розп'яття святого Петра (Мікеланджело)
«Розп'яття святого Петра» (італ. Crocifissione di san Pietro) — фреска в Апостольському палаці Ватикану, в капелі Паоліна. Одна з двох останніх закінчених робіт Мікеланджело. Фреску написано в період 1546—1550 років на замовлення папи Павла III. Фреска відрізняється потужністю, виразністю та стрункістю композиції, багато істориків мистецтва вважають цю роботу вершиною творчості Мікеланджело.

## Історія
Будувати капелу почали в 1537 і точна дата початку та кінця роботи Мікеланджело над фрескою невідомі, проте 1550 дві фрески були готові. Папа Павло ІІІ помер роком раніше. Крім фрески «Розп'яття святого Петра» Мікеланджело написав для капели фреску «Навернення Савла». Капела Паоліна з двома фресками розташована поза ватиканськими музеями, поруч із особистими покоями Папи Римського. Капела Паоліна, на відміну від Сікстинської капели та собору Святого Петра, недоступна для туристів.
У Нідерландах у Гарлемі, в музеї Тейлора, на аркуші з архітектурними етюдами збереглося кілька ескізів італійським олівцем до «Розп'яття апостола Петра».
Після закінчення робіт над фресками в капелі Паоліна, Мікеланджело майже повністю присвятив себе архітектурі — собор Святого Петра, Капітолій, Палаццо Фарнезе, Санта-Марія-дельї-Анджелі-е-дей-Мартірі, Сан-Джованні-дей-Фіорентіні.

## Галерея

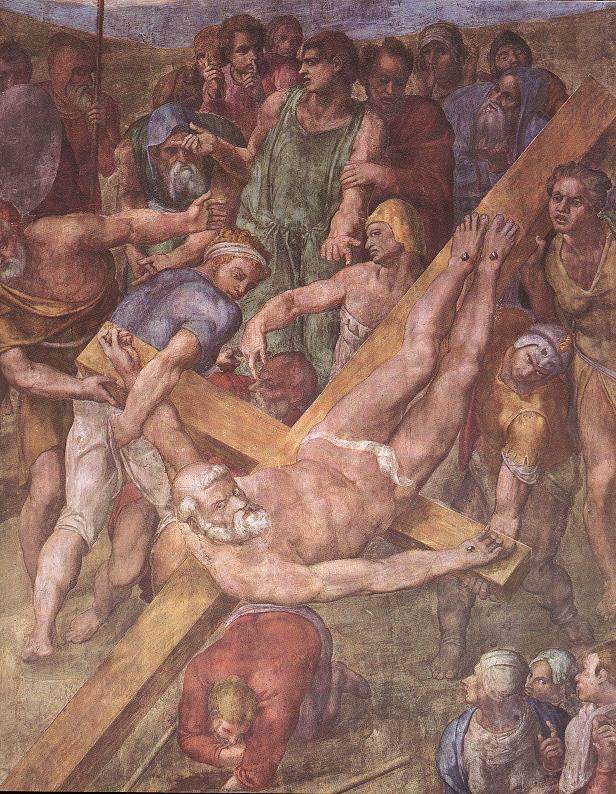
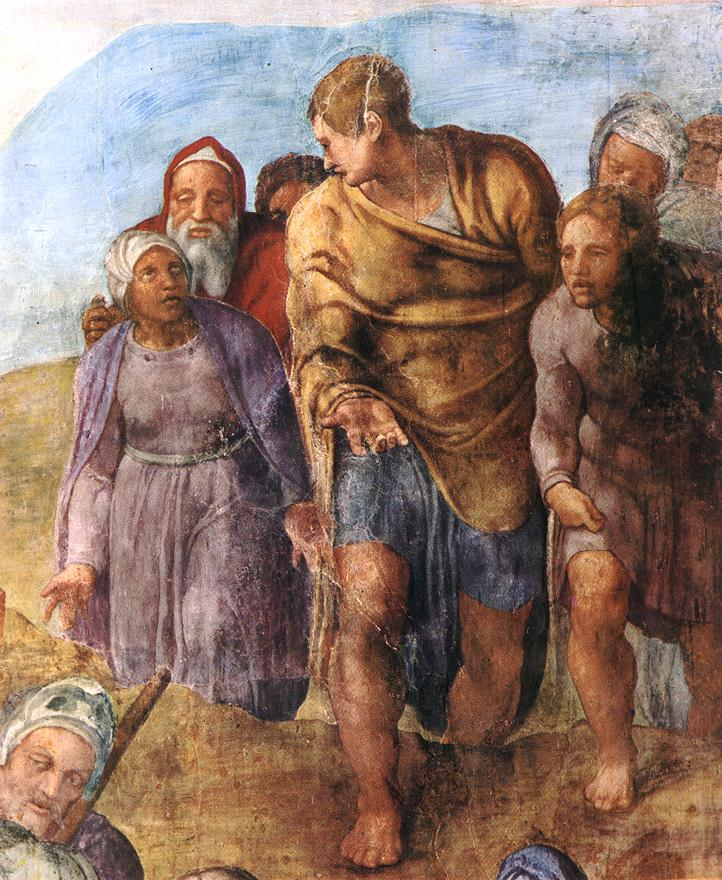
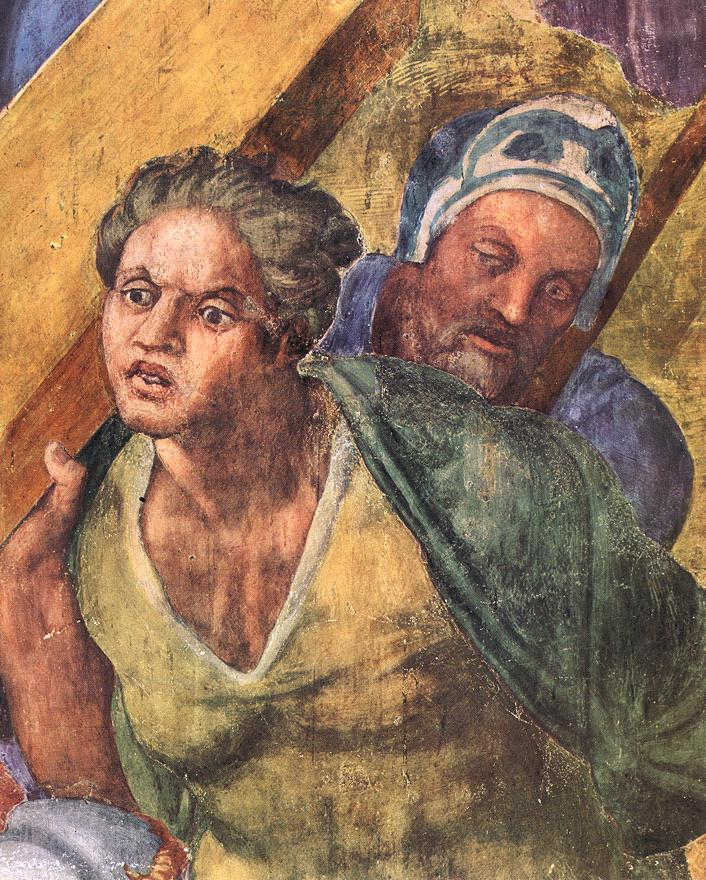
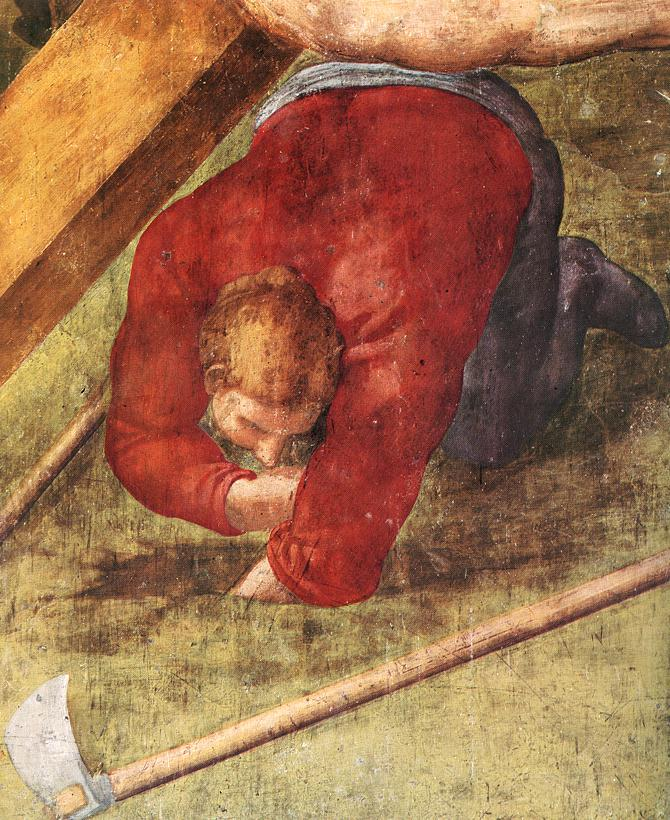
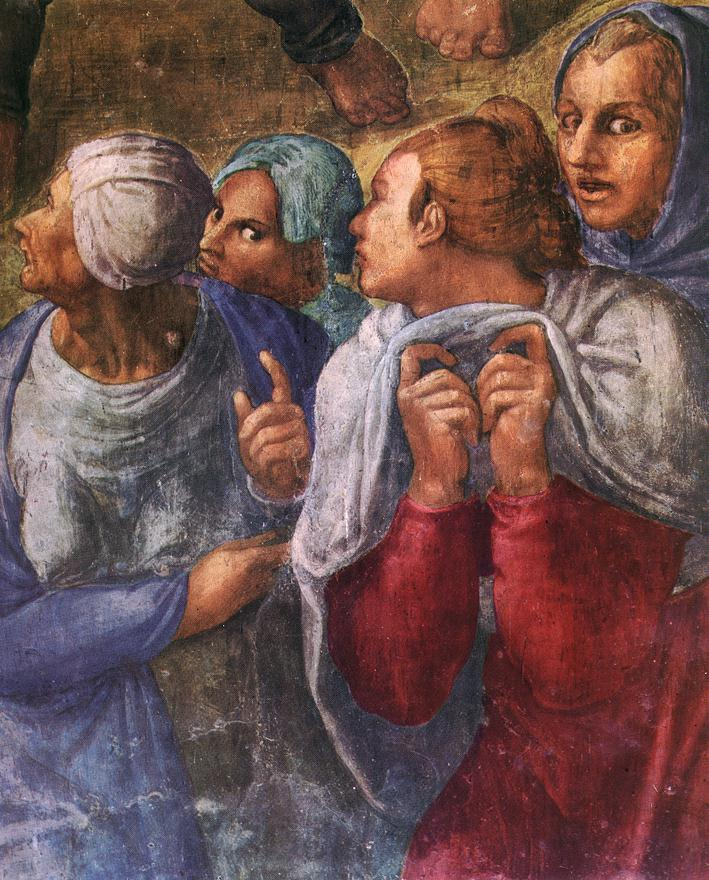
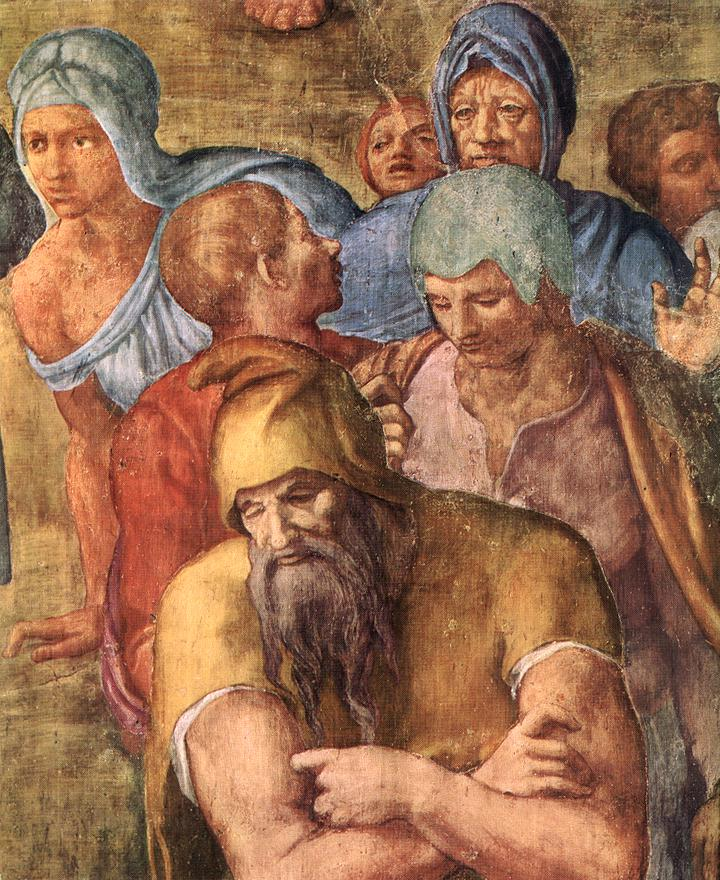